# Pattuglia militare

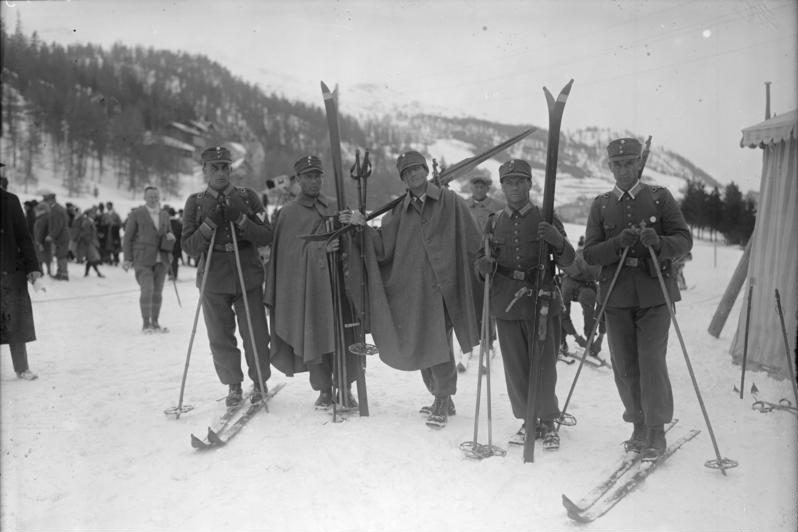
La squadra di pattuglia militare tedesca, quinta classificata ai Giochi di

La pattuglia militare è una disciplina sportiva invernale praticata esclusivamente da squadre appartenenti a corpi militari, che unisce la pratica dello sci di fondo o dello sci alpinismo con il tiro a segno. È stata l'antecedente diretta del moderno biathlon, che - a differenza della pattuglia militare - prevede anche gare individuali ed è praticato anche da civili. La pattuglia militare è stata disciplina olimpica ai I, II, IV e V Giochi olimpici invernali. Attualmente è considerato uno sport dimostrativo.
Fin dal 1929 la pattuglia militare fa parte dei Campionati mondiali militari di sci, organizzati a cadenza annuale dal Comitato internazionale sport militari.

## Storia
La prima associazione di biathlon venne fondata nel 1861 in Norvegia: il Club fucile e sci di Trysil. Nelle zone alpine invece, lo sci militare e lo sci in generale inizio il loro sviluppo qualche anno dopo, verso la fine del XIX secolo. I primi campionati nazionali di sci militari sono documentati nell'anno 1895 in Germania, mentre nel 1912 in Norvegia venivano già disputate gare e competizioni individuali. A tale anno infatti risale una gara durante la quale l'atleta doveva percorrere una distanza prefissata e sparare due volte dieci colpi su altrettanti bersagli, una competizione molto simile all'attuale gara individuale di biathlon. L'organizzazione della manifestazione spettava all'esercito e pertanto tutti i partecipanti venivano esclusivamente scelti tra i soldati dei vari corpi – anche se ufficialmente la gara non era limitata solo a questi. Con l'inizio della produzione industriale di sci nei laboratori austriaci a partire dall'anno 1906, lo sport dello sci in generale ebbe un notevole sviluppo e diffusione. 
Da queste competizioni nacque nel 1910 la gara di pattuglia militare, che a differenza del biathlon fu fino al 1930 esclusivamente una competizione di squadra. La pattuglia militare infatti doveva essere composta da un ufficiale, un sottufficiale e da due soldati. La distanza da percorrere variava tra i 25 km ed i 30 km, e la prova di tiro veniva effettuata a circa metà percorso in posizione a terra. Per ogni bersaglio centrato veniva concesso alla squadra, che doveva raggiungere compatta il traguardo, un abbuono di 30 secondi sul tempo impiegato.
La maggior diffusione di questa disciplina sportiva si ebbe negli anni venti e trenta dello scorso secolo. Durante la Settimana internazionale dello sport dell'anno 1924, solo successivamente dichiarata dal Comitato Olimpico Internazionale quali I Giochi olimpici invernali, la competizione di pattuglia militare fece parte del programma ufficiale di gare. Pure in occasione delle edizioni dei giochi olimpici del 1928, 1936 e 1948, la gara venne disputata come disciplina dimostrativa del programma olimpico. Negli anni dal 1930 al 1941 vennero svolti Campionati mondiali di pattuglia militare, durante i quali vennero assegnati titoli sia in competizioni a squadra come pure in competizioni individuali; una competizione di tale disciplina fu disputata anche in occasione dei Campionati mondiali di sci nordico di Zakopane nel 1939, anche se non fece parte del programma ufficiale. In occasione di campionati nazionali militari nonché campionati mondiali militari, la gara di pattuglia militare viene svolta tuttora.

## Regolamento
La disciplina è normata dal Comitato internazionale sport militari, che fanno comunque riferimento ai regolamenti dell'International Biathlon Union. Le gare maschili coprono una distanza di 25 km, con un dislivello compreso tra i 500 e i 1200 metri; quelle femminili 15 km, con un dislivello compreso tra i 300 e i 700 metri. Lungo il percorso (tra il 16º e il 21º km per gli uomini, tra l'8° e il 12° per le donne) è allestito un poligono di tiro; come nel biathlon, il bersaglio si trova a 50 metri di distanza dall'atleta, che deve sparare in posizione prona. Le squadre sono composte da un ufficiale (capopattuglia), un sottufficiale e due soldati; l'attrezzatura, a parte la divisa propria di ogni esercito, è identica a quella del biathlon.